# 網紋裸胸鱔
網紋裸胸鱔（學名：Gymnothorax reticularis），又名疏條紋裸胸鯙，俗名薯鰻、錢鰻，為輻鰭魚綱鰻鱺目鯙亞目鯙科的其中一個種。

## 分布
本魚分布於印度洋、南日本、東非、印尼、琉球、台灣、馬來西亞等海域。

## 深度
水深0至100公尺。

## 特徵
本魚體背呈淡褐色，體側及腹面顏色則偏向白色，體側具14至22條褐色橫帶，各橫帶間之距離相等。頭部無橫帶，有許多褐色小點散布其上。其犬齒的基部，有如鋸齒狀的凹痕。牙齒銳利，須小心咬傷。體長可達60公分。

## 生態
本魚棲息在岩礁區或外圍沙泥地區。屬肉食性，以魚類為食。

## 經濟利用
腥味重，少人食用，多作為觀賞魚。